# Kamiah (Idaho)
Kamiah es una ciudad ubicada en los condados de Idaho y Lewis en el estado estadounidense de Idaho. En el año 2010 tenía una población de 1.295 habitantes y una densidad poblacional de 431,67 personas por km².

## Geografía
Kamiah se encuentra ubicado en las coordenadas 46°13′37″N 116°1′40″O / 46.22694, -116.02778. Según la Oficina del Censo, la localidad tiene un área total de 3 km² (1,2 mi²), de la cual 2,9 km² (1,1 mi²) es tierra y 0,2 km² (0,1 mi²) (5.98%) es agua.

## Demografía
En el 2000 la renta per cápita promedia del hogar era de $21,793, y el ingreso promedio para una familia era de $33,424. En 2000 los hombres tenían un ingreso per cápita de $25,982 contra $19,688 para las mujeres. El ingreso per cápita para la localidad era de $14,111. Alrededor del 18.5% de la población estaba bajo el umbral de pobreza nacional.